# John Pilger

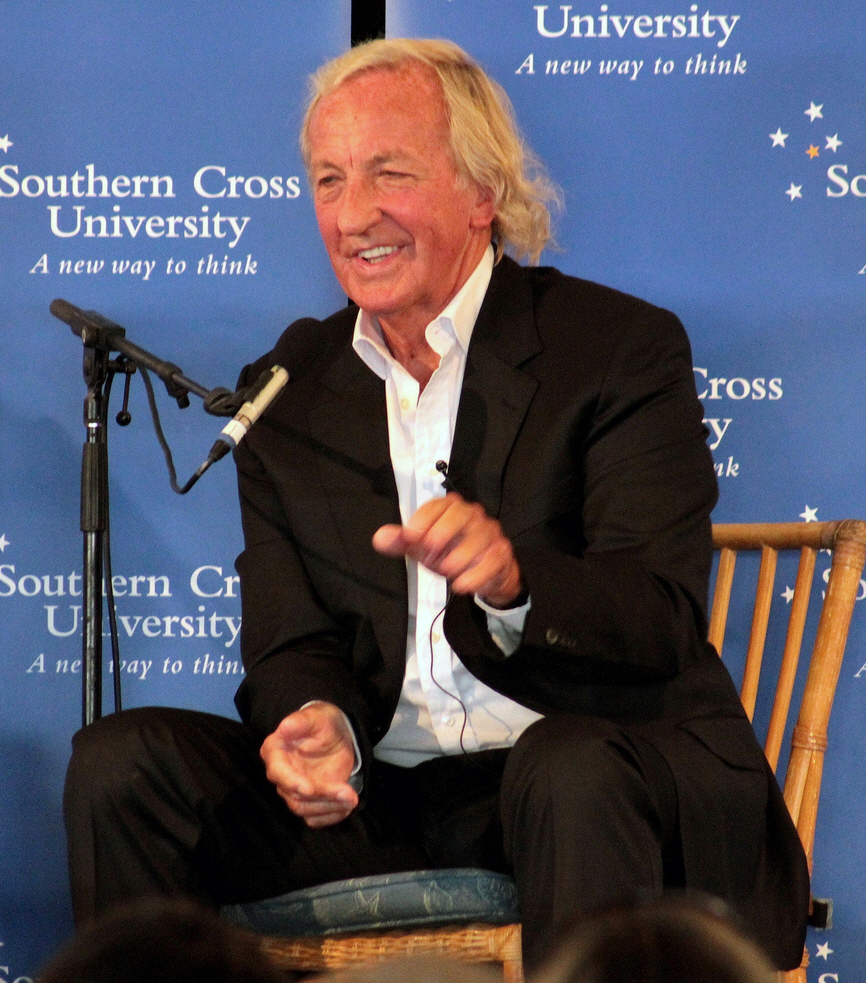
John Pilger (2011)

John Richard Pilger (Bondi, 9 oktober 1939 – Londen, 30 december 2023) was een Australische journalist en documentairemaker, wonend in Londen. Hij was tweemaal Brits journalist van het jaar. Zijn documentaires hebben prijzen gewonnen in de Verenigde Staten en Groot-Brittannië.
Pilger overleed op 84-jarige leeftijd op 30 december 2023 in Londen.